# Phaonia leptocorax
Phaonia leptocorax este o specie de muște din genul Phaonia, familia Muscidae, descrisă de Li și Xue în anul 1998. Conform Catalogue of Life specia Phaonia leptocorax nu are subspecii cunoscute.